# Lyon
Lyon (phát âm [ljɔ̃]; phiên âm tiếng Việt: Li-ông) là thành phố toạ lạc ở phía đông nam nước Pháp, là nơi hợp lưu của hai con sông là sông Rhône và sông Saône. Lyon là tỉnh lỵ của tỉnh Rhône, thuộc vùng hành chính Auvergne-Rhône-Alpes của nước Pháp. Trong tiếng Pháp người dân Lyon được gọi là Lyonnais.
Lyon nằm về phía bắc của thung lũng vùng Rhône (trải dài từ Lyon tới Marseille. Nằm giữa khối núi trung tâm ở phía Tây và khối núi Alpes ở phía Đông, thành phố Lyon nắm giữ một vị trí chiến lược trong giao thông Bắc-Nam ở châu Âu. Lyon cách Paris 470 km, cách Marseille 320 km, cách Genève 160 km, cách Torino 280 km và Barcelona 630 km. Vào thời La Mã, Lyon là thủ đô của vùng Gaule, và là nơi đặt hành dinh của tòa tổng Giám mục. Từ thời Trung Cổ, Lyon trở thành một trung tâm hội chợ, và nắm giữ một vị trí hàng đầu về kinh tế - tài chính từ thời kì Phục Hưng cho tới cuối thế kỉ 19. Sự thịnh vượng về kinh tế của Lyon được mang tới nhờ sự độc quyền trong sản xuất lụa, và sự xuất hiện của những ngành công nghiệp tiêu biểu như dệt và hóa chất.
Về mặt lịch sử, Lyon đã luôn là một thành phố công nghiệp với nhiều nhà máy và khu công nghiệp hóa dầu dọc theo vùng Rhône. Sau sự khởi đầu và kết thúc của ngành công nghiệp dệt, Lyon từng bước tập trung vào những ngành kĩ thuật trọng điểm như ngành dược, công nghệ sinh học. Lyon cũng là thành phố dành cho sinh viên lớn thứ hai của Pháp với 4 trường đại học (Claude Bernard Lyon 1, Lumière Lyon 2, Jean Moulin Lyon 3 và l'Université Catholique de Lyon) và nhiều trường đào tạo kĩ sư như INSA de Lyon, École centrale de Lyon, ENS Lyon...). Thành phố cũng lưu trữ nhiều di sản kiến trúc quan trọng từ thời La Mã cho tới thời kì Phục Hưng, trong đó khu phố cổ Lyon, đồi Fourvière, khu bán đảo (Presqu'île - bao gồm quận 1 và 2 của thành phố) và Croix-Rousse đã được UNESCO bầu chọn là di sản thế giới
Lyon là thành phố đông dân thứ ba của Pháp, với dân số 474.946 người  (sau Paris và Marseille). Nhà phê bình văn học Albert Thibaudet từng nói "Nếu Paris là thủ đô của nước Pháp thì Lyon là thủ đô của các tỉnh lị". Là thủ phủ của vùng Auvergne-Rhône-Alpes, Lyon thu hút một lượng lớn dân nhập cư từ Pháp và cả châu Âu, đặc biệt trong 2 thập kỉ gần đây.

## Địa lý

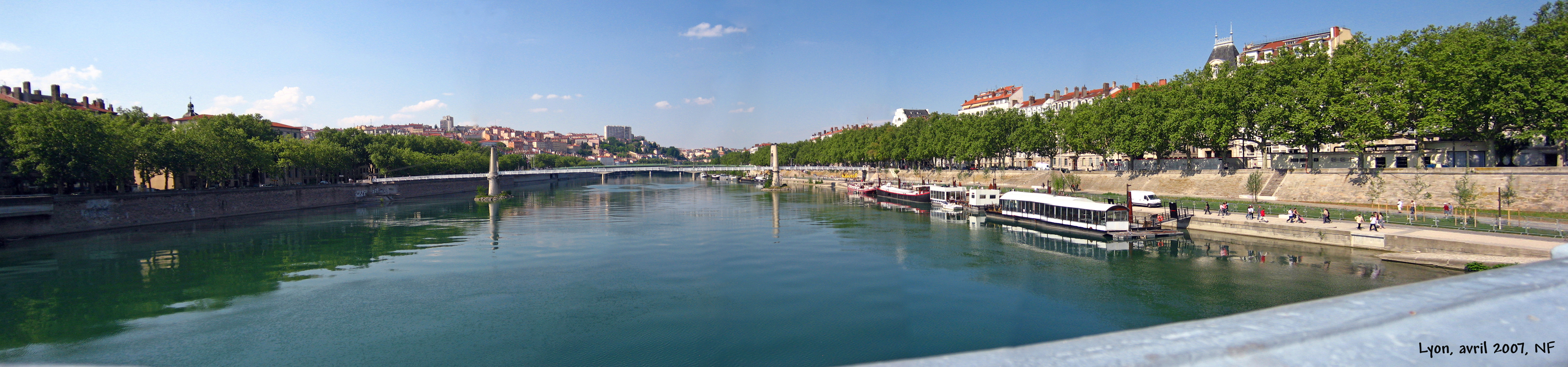
Lyon nhìn từ sông Rhône, phía sau đồi Croix-Rousse

Lyon nằm giữa lục địa châu Âu, về phía trung-đông của nước Pháp, là nơi hợp lưu của 2 dòng sông: sông Rhône và sông Saône. Thành phố được bao bọc bởi nhiều khối núi khác nhau, như khối trung tâm (tiếng Pháp Massif central) ở phía Tây, và dãy Alpes về phía Đông.

### Địa hình

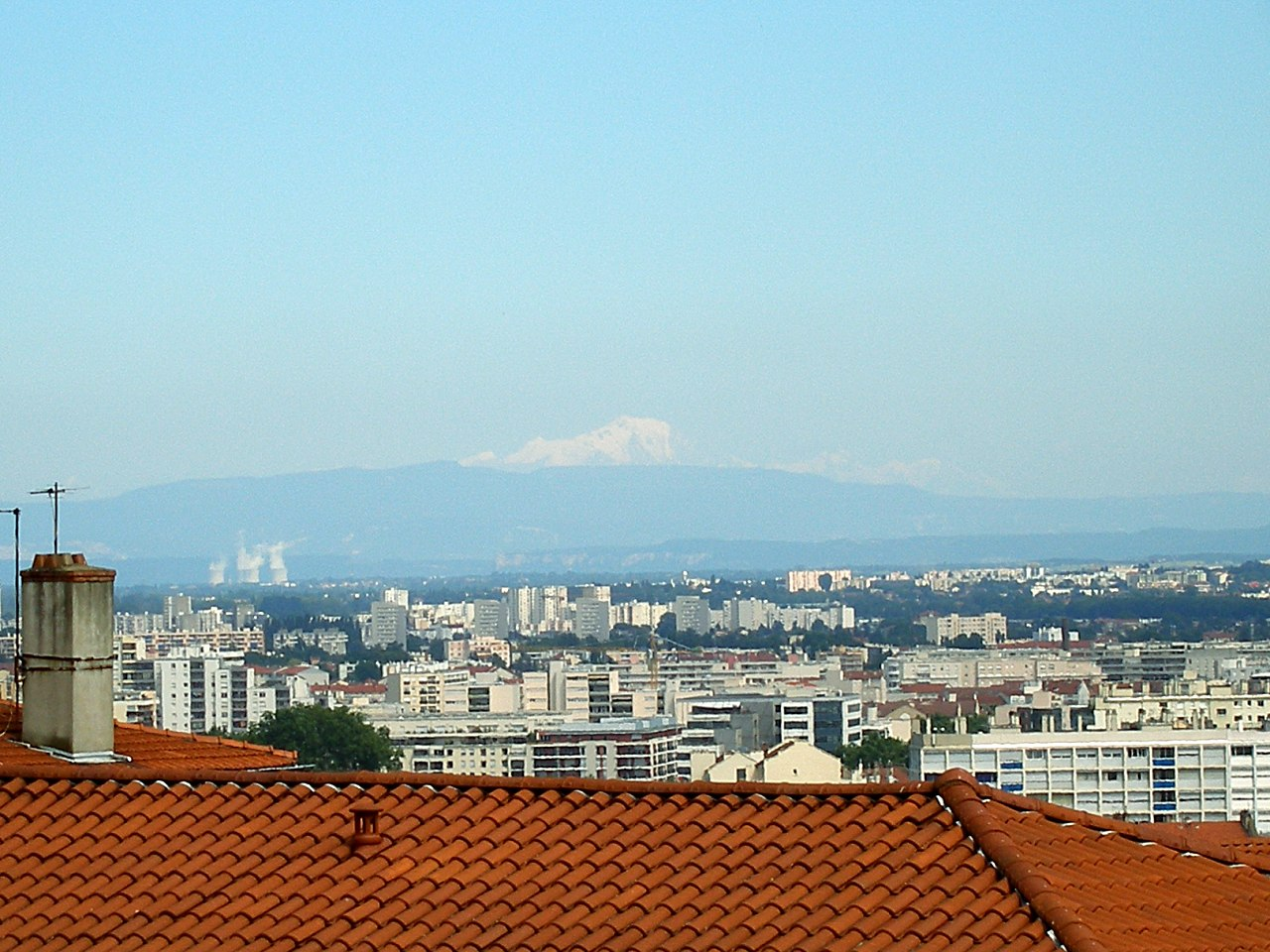
Trong điều kiện thời tiết quang đãng, từ quảng trường Colbert trên đồi Croix-Rousse người ta có thể quan sát khá rõ đỉnh Mont Blanc, cách đó 160km.

Nằm ở độ cao 170m so với mực nước biển, thành phố Lyon nằm trên 3 vùng đồi chính:
- Đồi Fourvière, cao 294m, nằm ở phía Tây thành phố. Nhà thờ lớn Notre-Dame de Fourvière, một biểu tượng của thành phố, được đặt trên khu đồi này.
- Đồi Croix-Rousse, cao 250m, là nơi ở và làm việc của các công nhân và những người thợ dệt, nằm ở phía Bắc thành phố.
- Đồi Duchère, nằm ở phía Tây Bắc thành phố.

Nằm giữa đồi Fourvière và sông Saône là một khu phố hẹp và trải dài, khu phố cổ Lyon. Mật độ dân cư ở đây rất lớn, những ngôi nhà được xây dựng với diện tích nhỏ hơn so với phần còn lại của thành phố, phần nhiều được giữ gìn từ thời trung cổ.
Trên khu bán đảo nằm giữa hai con sông, là quảng trường Bellecour, một trong những quảng trường dành cho người đi bộ lớn nhất châu Âu . Nằm ở giữa quảng trường là tượng vua Louis XIV.
Ở bờ bên kia của sông Rhône, trải dài về phía đông là vùng đô thị của thành phố, với các khu phố như Brotteaux, Part Dieu....

### Khí hậu
Lyon có khí hậu "bán đại dương", với lượng mưa lớn nhất vào mùa hè (đến chủ yếu từ những cơn bão với tuần suất khá thường xuyên). Vào mùa đông, ảnh hưởng của những con gió thổi từ hướng bắc và hướng đông bắc (từ cao nguyên Thụy Sĩ) làm cho thời tiết trở nên lạnh hơn. Lyon là một thành phố sở hữu cùng lúc nhiều kiểu khí hậu: khí hậu lục địa, khí hậu đại dương và khí hậu địa trung hải.
Trung bình trong một năm, thời gian có ánh nắng mặt trời là 1976 giờ, xấp xỉ 164 ngày/năm .
Mặc dù sự khô cạn của các khu vực đầm lầy đã làm giảm lượng nước bốc hơi, số ngày có sương mù trong mùa thu, mùa đông và mùa xuân vẫn khá lớn, nhất là ở khu vực quanh sông Saône. Mùa đông ở Lyon tương đối khô và lạnh, trong giai đoạn này một phần ba lượng mưa rơi xuống chuyển thành tuyết, nhưng tuyết thường không đọng lại lâu trên mặt đất. Băng giá có thường xuyên và nhiệt độ thì chênh lệch tầm 10 độ C trong một ngày. Mùa hè thì thường nóng, có nhiều dông và nhiều nắng: nhiệt độ trong ngày khoảng tầm hơn 20 độ C, cao nhất có thể lên tới 35 độ C.
Một lượng lớn những nhà máy công nghiệp dọc theo sông Rhône và những khu dân cư ở phía nam mang đến những mối đe doạ về ô nhiễm môi trường. Chất lượng không khí được giám sát bởi những máy đo độ ô nhiễm, sẽ đưa ra những cảnh báo kịp thời trong trường hợp cần thiết.
| Dữ liệu khí hậu của Lyon (1981–2010)                     | Dữ liệu khí hậu của Lyon (1981–2010) | Dữ liệu khí hậu của Lyon (1981–2010) | Dữ liệu khí hậu của Lyon (1981–2010) | Dữ liệu khí hậu của Lyon (1981–2010) | Dữ liệu khí hậu của Lyon (1981–2010) | Dữ liệu khí hậu của Lyon (1981–2010) | Dữ liệu khí hậu của Lyon (1981–2010) | Dữ liệu khí hậu của Lyon (1981–2010) | Dữ liệu khí hậu của Lyon (1981–2010) | Dữ liệu khí hậu của Lyon (1981–2010) | Dữ liệu khí hậu của Lyon (1981–2010) | Dữ liệu khí hậu của Lyon (1981–2010) | Dữ liệu khí hậu của Lyon (1981–2010) |
| Tháng                                                    | 1                                    | 2                                    | 3                                    | 4                                    | 5                                    | 6                                    | 7                                    | 8                                    | 9                                    | 10                                   | 11                                   | 12                                   | Năm                                  |
| -------------------------------------------------------- | ------------------------------------ | ------------------------------------ | ------------------------------------ | ------------------------------------ | ------------------------------------ | ------------------------------------ | ------------------------------------ | ------------------------------------ | ------------------------------------ | ------------------------------------ | ------------------------------------ | ------------------------------------ | ------------------------------------ |
| Cao kỉ lục °C (°F)                                       | 18.5 (65.3)                          | 21.9 (71.4)                          | 25.7 (78.3)                          | 30.1 (86.2)                          | 34.2 (93.6)                          | 38.4 (101.1)                         | 39.8 (103.6)                         | 40.5 (104.9)                         | 35.8 (96.4)                          | 28.4 (83.1)                          | 23.0 (73.4)                          | 20.2 (68.4)                          | 40.5 (104.9)                         |
| Trung bình ngày tối đa °C (°F)                           | 6.4 (43.5)                           | 8.4 (47.1)                           | 13.0 (55.4)                          | 16.3 (61.3)                          | 20.8 (69.4)                          | 24.6 (76.3)                          | 27.7 (81.9)                          | 27.2 (81.0)                          | 22.7 (72.9)                          | 17.4 (63.3)                          | 10.8 (51.4)                          | 7.1 (44.8)                           | 16.9 (62.4)                          |
| Tối thiểu trung bình ngày °C (°F)                        | 0.3 (32.5)                           | 1.1 (34.0)                           | 3.8 (38.8)                           | 6.5 (43.7)                           | 10.7 (51.3)                          | 14.1 (57.4)                          | 16.6 (61.9)                          | 16.0 (60.8)                          | 12.5 (54.5)                          | 9.3 (48.7)                           | 4.3 (39.7)                           | 1.6 (34.9)                           | 8.1 (46.6)                           |
| Thấp kỉ lục °C (°F)                                      | −23.0 (−9.4)                         | −22.5 (−8.5)                         | −10.5 (13.1)                         | −4.4 (24.1)                          | −3.8 (25.2)                          | 2.3 (36.1)                           | 6.1 (43.0)                           | 4.6 (40.3)                           | 0.2 (32.4)                           | −4.5 (23.9)                          | −9.4 (15.1)                          | −24.6 (−12.3)                        | −24.6 (−12.3)                        |
| Lượng Giáng thủy trung bình mm (inches)                  | 47.2 (1.86)                          | 44.1 (1.74)                          | 50.4 (1.98)                          | 74.9 (2.95)                          | 90.8 (3.57)                          | 75.6 (2.98)                          | 63.7 (2.51)                          | 62.0 (2.44)                          | 87.5 (3.44)                          | 98.6 (3.88)                          | 81.9 (3.22)                          | 55.2 (2.17)                          | 831.9 (32.75)                        |
| Số ngày giáng thủy trung bình                            | 9.0                                  | 7.8                                  | 8.4                                  | 9.3                                  | 11.3                                 | 8.4                                  | 6.9                                  | 7.1                                  | 7.6                                  | 10.2                                 | 9.0                                  | 9.1                                  | 104.1                                |
| Số ngày tuyết rơi trung bình                             | 5.5                                  | 3.9                                  | 2.5                                  | 1.1                                  | 0.0                                  | 0.0                                  | 0.0                                  | 0.0                                  | 0.0                                  | 0.0                                  | 2.0                                  | 4.6                                  | 19.6                                 |
| Độ ẩm tương đối trung bình (%)                           | 84                                   | 80                                   | 74                                   | 71                                   | 72                                   | 70                                   | 65                                   | 70                                   | 76                                   | 82                                   | 84                                   | 86                                   | 76.2                                 |
| Số giờ nắng trung bình tháng                             | 73.9                                 | 101.2                                | 170.2                                | 190.5                                | 221.4                                | 254.3                                | 283.0                                | 252.7                                | 194.8                                | 129.6                                | 75.9                                 | 54.5                                 | 2.001,9                              |
| Nguồn 1: Meteo France                                    |                                      |                                      |                                      |                                      |                                      |                                      |                                      |                                      |                                      |                                      |                                      |                                      |                                      |
| Nguồn 2: Infoclimat.fr (độ ẩm, ngày tuyết rơi 1961–1990) |                                      |                                      |                                      |                                      |                                      |                                      |                                      |                                      |                                      |                                      |                                      |                                      |                                      |

## Lịch sử
Lyon có một bề dày lịch sử lâu đời, từ thời nguyên thủy đã có những cư dân tới sinh sống tại đây, thành phố được chính thức thành lập từ thời kì La mã cổ đại.

### Thời kì nguyên thủy và cổ đại

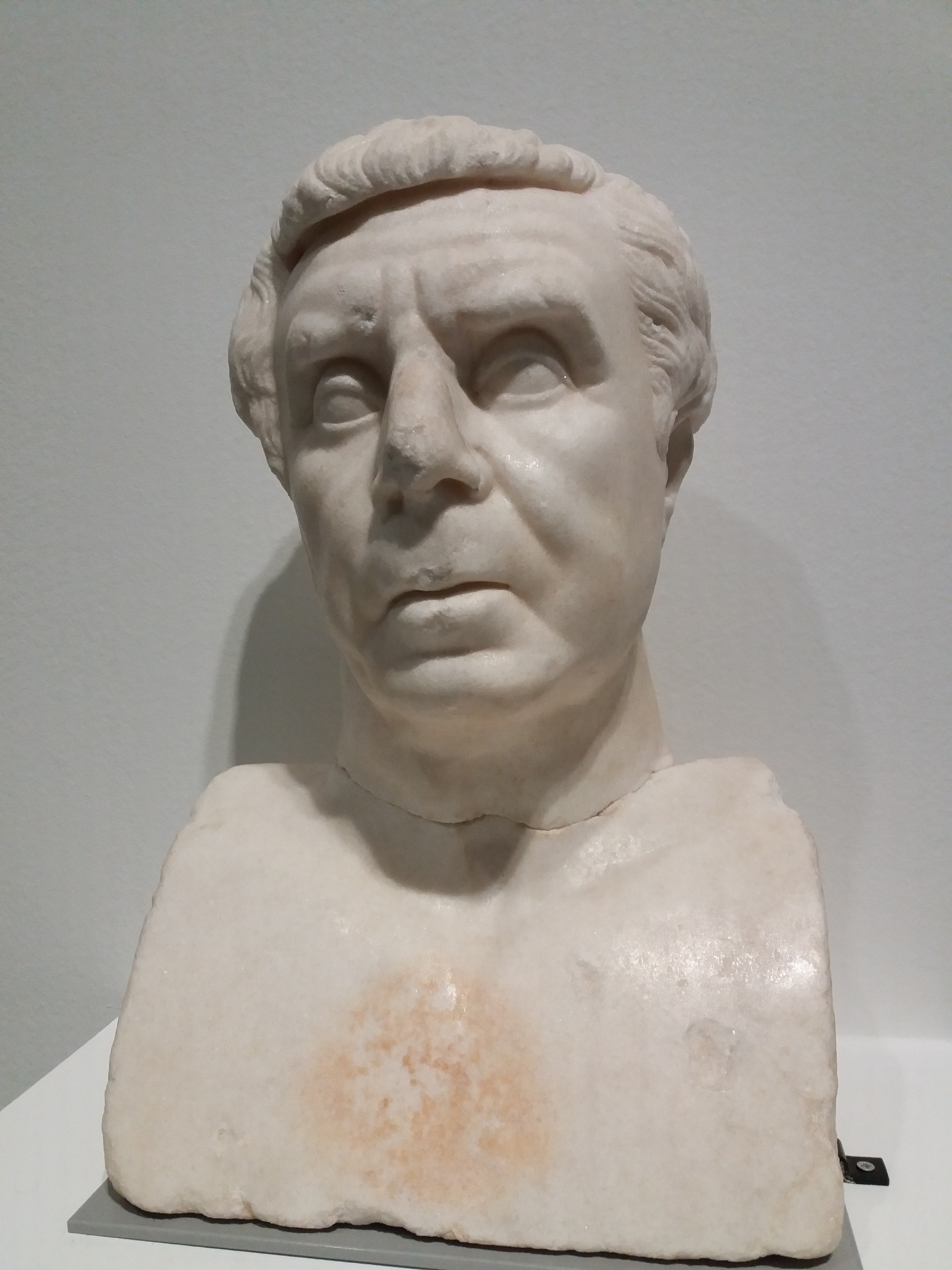
Tượng Lucius Munatius Plancus (?), người khởi lập nên thành phố

Từ thời kì đồ đá mới cho tới kỉ nguyên thứ hai của thời đại đồ sắt, những khám phá khảo cổ về dấu vết của sự sống và đồ vật đã chỉ ra sự xuất hiện của những đầu mối thương mại đầu tiên, thông qua việc vận chuyển rượu vang giữa vùng ven biển Địa Trung Hải và phía bắc (thế kỉ thứ VI). Do thiếu những đồ vật được chế luyện nên người ta chưa thể đưa ra được kết luận rằng giai đoạn này đã hình thành những thành phố hay mới chỉ dừng lại ở phân cấp làng xã . Tại khu vực đồi Fourvière, người ta tìm thấy hàng nghìn vò hai quai của thời cổ đại. Nhiều khả năng đây là địa điểm mà các thủ lĩnh người Gaulois nhóm họp để tổ chức những buổi yến tiệc ca tụng thần Lug

#### Thủ đô của vùng Gaule
Năm 43 trước công nguyên, Lucius Munatius Plancus thành lập thành phố dưới cái tên là Colonia Copia Felix Munatia Lugdunum . Thời kì đầu, thành phố không có tường thành, nó được bao bọc bởi hệ thống những hào và rãnh xung quanh giống như những khu làng La Mã cổ . Thành phố được xây dựng chủ yếu bởi gỗ và đất, nhưng vẫn có những khu nhà với nền bằng đá và vật liệu khác . Sự phát triển của thành phố rất nhanh chóng nhờ vào vị trí cực kì chiến lược. Tên của thành phố được đổi thành Colonia Copia Lugdunum (Lugdunum). Năm 27 trước C.N, tướng Agrippa, con rể của hoàng đế Augustus, tiến hành phân chia vùng Gaule thành 3 vùng: Gaule lyonnais (hay Gaule Celtic), Aquitaine và Belgique. Lugdunum trở thành thủ đô của vùng Gaule lyonnaise, đồng thời nắm giữ quyền lực cao nhất trong 3 vùng, qua đó trở thành thủ đô của vùng Gaule. Năm 19 trước C.N, Augustus bắt đầu tiến hành quy hoạch hệ thống đô thị. Với sự phát triển liên tiếp được kế thừa từ các hoàng đế, thành phố ngày càng được mở rộng, đẹp và giàu có hơn. Đã có hai hoàng đế La Mã được sinh ra ở Lyon là Claudius (năm 10 trước C.N) và Caracalla (năm 186 sau C.N). Năm 64, một trận hoả hoạn lớn đã tàn phá Roma, những người đứng đầu thành phố đã gửi tới Roma 4 triệu xettec (tiền La Mã) cho công cuộc khôi phục lại thành phố. Năm sau đó, đến lượt Lugdunum trở thành nạn nhân của một trận hoả hoạn khác, và lần này tới lượt hoàng đế Nero gửi lại 4 triệu xettec cho việc tái thiết.
Vị trí then chốt của Lyon tại nơi hợp lưu của 2 dòng sông Rhône và Saône biến nó thành một cảng sông quan trọng. Nơi đây cũng là một nút thắt giao thông quan trọng, kết nối phía nam của vùng Gaule với Aquitaine, Bretagne, Germania và Italia. Thành phố chịu sự điều hành của viện nguyên lão, sự phồn vinh của nó gắn liền với vai trò thủ đô của vùng Gaule. Dưới triều đại Flavian (từ năm 69 tới 96) và triều đại Nervan-Antonian (năm 96 tới 192), Lugdunum là một thành phố thịnh vượng và hoà bình, giống như tình trạng chung của toàn đế chế khi đó. Dân số toàn thành phố ước tính từ khoảng 50.000 tới 80.000 người , là một trong những thành phố lớn nhất vùng Gaule bên cạnh Narbo Martius (Narbonne ngày nay).

#### Suy tàn
Dưới triều đại Severan (193-235), thành phố bắt đầu suy tàn bởi những tín đồ Cơ đốc giáo tử vì đạo và những cuộc phân tranh liên tiếp .
Cuối thế kỉ thứ 3, Hoàng đế Diocletianus tổ chức lại các đơn vị tỉnh, thành phố trực thuộc Trung ương, Lugdunum mất vai trò thủ đô vùng Gaule vào tay Trier (thuộc Đức ngày nay) vào năm 297.

### Thời kì phục hưng và chiến tranh tôn giáo

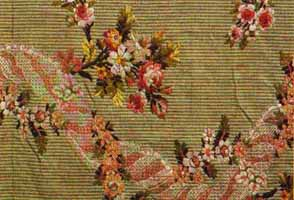
tơ lụa và gấm vóc của Lyon

Đây là thời kì hoàng kim của thành phố, kinh tế phát triển mạnh nhờ các chủ ngân hàng đến từ Florence. Lyon trở thành một thị trường hấp dẫn với những phiên hội chợ được họp 4 năm một lần, sự phát triển của nghề in và sự giao thương với Đức. Thơ ca giai đoạn này cũng toả sáng rực rỡ. Việc buôn bán tơ lụa trở nên đặc biệt phát triển với những sản phẩm tinh xảo của những người thợ ở khu Croix-Rousse. Giai đoạn này còn lưu giữ lại đến ngày nay nhiều dinh thự theo kiến trúc Phục Hưng, nhân chứng của một thời kì mà sự giàu có của nó đã đạt tới tầm châu lục.
Vào giai đoạn này Lyon trở nên vô cùng thịnh vượng. Đây là địa điểm giao dịch ngân hàng số một của châu Âu, đứng trước cả Genève, và là một trong những thành phố lớn nhất châu Âu. Rất nhiều ngôn ngữ được sử dụng tại Lyon trong giai đoạn này, và thành phố được đặt cho một cái tên là Myrelingues (tiếng Pháp có nghĩa là cả ngàn ngôn ngữ). Vua François I đã từng xem xét rất nghiêm túc ý định chuyển thủ đô về Lyon, nhưng cuối cùng ông vẫn ở lại Paris do cái chết đột ngột của một trong những hoàng tử của mình. Tới triều đại của vua Henri II, Lyon vẫn giữ được sức mạnh của mình, là thành phố đông dân thứ hai vương quốc với 50,000 dân. Sự có mặt thường xuyên của Henri II tại Lyon giúp mang lại nhiều những hoạt động kinh tế và văn hoá đặc sắc. Tuy vậy, những khoản nợ trở nên lớn dân và cuộc sống của tầng lớp bình dân trở nên khó khăn, dẫn tới một cuộc nổi loạn vào năm 1529 là dấu hiệu cho một sự suy tàn của thành phố.
Những cuộc chiến tranh tôn giáo đã thực sự xé nát sự phồn vinh của thành phố. Nó được đánh dấu bởi những cuộc viễn chinh của nam tước Adrets vào năm 1562, người đã thực hiện những cuộc tàn sát tín đồ Công giáo, cướp bóc và phá huỷ những công trình tôn giáo (nhà thờ Saint-Just và Saint-Nizier, những bức tượng của nhà thờ St-Jean). Thành phố đã đánh mất và không cách nào tìm lại được uy thế như ngày xưa: hầu hết những thợ in chuyển tới Genève, những ngân hàng cũng vậy, họ rời bỏ Lyon và không bao giờ quay trở lại đây nữa (năm 1568 ở Lyon có 75 ngân hàng của nước Ý, nhưng tới năm 1597 chỉ còn lại 21).

### Lyon ngày nay
Trong nhiệm kì thị trưởng của mình vào giai đoạn đầu thế kỉ 20, Edouard Herriot (1905-1957) đã cho thực hiện nhiều dự án lớn về xây dựng và quản lý đô thị. Dưới sự thiết kế và chỉ đạo của kiến trúc sư Tony Garnier, hàng loạt công trình đã được thực thi: cải tạo và quy hoạch lại khu Brotteaux (ngày nay trở thành biểu tượng về tinh thần của thành phố); halle Tony Garnier dành cho các buổi hội chợ triển lãm và biểu diễn nghệ thuật; sân vận động Gerland, hoàn thành năm 1914 với mục đích ban đầu là phục vụ cho chiến dịch đăng cai thế vận hội Olympic 1924, tuy nhiên sau đó Paris đã giành chiến thắng; bệnh viện Grange-Blanche để thay thế cho bệnh viện Hôtel-Dieu được hoàn thành vào năm 1910... Sau Chiến tranh thế giới thứ nhất, nhiều dự án xây dựng khác cũng được thực hiện như khu phố Mỹ, bưu điện trung tâm thành phố, hay mở rộng quảng trường Bellecour...
Trong chiến tranh thế giới thứ hai, do nằm trong khu vực tự do và gần ranh giới với vùng chiến sự, Lyon đón nhận một số lượng lớn những người tị nạn. Những traboule (lối đi xuyên qua những khu nhà) truyền thống và gắn với lịch sử của Lyon được xây dựng ngày càng nhiều nhằm giúp trốn tránh sự truy lùng của đặc vụ Gestapo. Thành phố đã bị ném bom bởi các máy bay của quân đồng minh, không lâu sau đó nó được giải phóng vào ngày 3 tháng 9 năm 1944. Lyon được nhận danh hiệu thủ đô kháng chiến, một danh hiệu cao quý được trao bởi tướng de Gaulle vào ngày 14 tháng 9 năm 1944.
Sau nhiệm kì của Edouard Herriot, Louis Pradell tiếp tục các dự án quy hoạch đô thị bằng việc xây dựng những đường cao tốc về phía hữu ngạn sông Rhône, xây dựng các khu phố Duchère, Perrache, Part-Dieu, đường hầm lên đỉnh Fourvière và hệ thống tàu điện ngầm của Lyon ngày nay. Sau Louis Pradell, các thị trưởng của Lyon lần lượt là
- Francisque Collomb, trong 2 nhiệm kì của mình (từ 1976-1989) ông đã cho thực hiện những dự án như: khôi phục hoạt động của halle Tony-Garnier, xây dựng khu triển lãm châu Âu Eurexpo, cầu Winston Churchill, ga Part-Dieu, trụ sở Interpol và triển khai xây dựng khu phức hợp Cité internationale de Lyon.
- Michel Noir (Cựu Bộ trưởng ngoại thương), trong nhiệm kì của mình (1989-1995) ông đã cho tu sửa nhà hát Opera của thành phố, quảng trường Célestins và quảng trường Terreaux (nơi đặt trụ sở toà thị chính), và là người đầu tiên đặt tên Grand Lyon cho toàn bộ khu vực đô thị (cả nội đô và ngoại ô) của Lyon [13], ông cũng là người đặt nền móng cho bản kế hoạch ánh sáng, thắp sáng các công trình của thành phố vào ban đêm và đăng cai giải vô địch cờ vua thế giới năm 1990.
- Raymond Barre (cựu thủ tướng Pháp),ông là người chủ trương biến Lyon thành một diễn đàn khoa học quốc tế, trong nhiệm kì 1995-2001 của ông Lyon là nơi tổ chức kì họp lần thứ 22 của tổ chức G7 năm 1996 [14], vào năm 1998 tổ chức UNESCO đã chính thức công nhận 427ha diện tích của thành phố là di sản văn hoá thế giới.
- Gérard Collomb, thị trưởng đương nhiệm, nắm quyền từ năm 2001. Ông là người đã cho quy hoạch lại hai bên bờ sông Rhône, trang bị hệ thống xe đạp tự phục vụ cho các khu dân cư trong thành phố, lên kế hoạch và thực thi việc xây dựng khu phố mới Confluence dọc theo xông Saône. Ông cũng là người khởi động một loạt dự án xây dựng các khu nhà cao tầng trong khu phố Part-Dieu, như tháp Oxygène (đã hoàn thành) và tháp Incity (đang xây dựng), ngoài ra còn nhiều dự án nhà cao tầng khác đang được nghiên cứu như tháp Eva, Silex 2, Icade...

## Tổ chức thành phố

### Hành chính
Thành phố Lyon được điều hành bởi một thị trưởng (quyền hành pháp) và một hội đồng thành phố (quyền lập pháp), các thành viên của hội đồng được lựa chọn qua một cuộc bầu cử phổ thông cho nhiệm kì 6 năm. Hội đồng thành phố sẽ bầu ra thị trưởng, người có nhiệm vụ khởi soạn và thực thi những quyết định của hội đồng. Thị trưởng cũng đồng thời là người bổ nhiệm những vị trí có thẩm quyền trong thành phố. Thị trưởng cũng có thể chỉ định một hoặc nhiều phụ tá (nhiều nhất có thể lên tới 21 người). Hội đồng thành phố nhóm họp 10 lần một năm, thị trưởng là người chủ trì cuộc họp, trong trường hợp vắng mặt chủ tọa sẽ là phụ tá số một của thị trưởng.

#### Quận và Phường
Lyon được chia thành 9 quận. Trong 3 thành phố lớn nhất Pháp thì Lyon có số quận ít nhất (Paris có 20 quận còn Marseille có 16). Sự khác biệt này đến chủ yếu từ diện tích (Lyon có diện tích 47,87 km2 còn Marseille là 240,62 km2) và dân số (dân số Lyon bằng một nửa Marseille) . Mỗi quận của Lyon được điều hành bởi một hội đồng quận đứng đầu là quận trưởng. Hội đồng quận được bầu cùng thời gian với bầu cử hội đồng thành phố.
Theo điều luật 2002 với những thành phố có hơn 80.000 dân, Lyon có 35 hội đồng phường. Đây là nơi người dân, các tổ chức xã hội hoặc thương mại đóng vai trò đại diện cho phường của họ. Những ý kiến của hội đồng sẽ được xem xét trong những quy hoạch có liên quan trực tiếp tới vai trò và quyền lợi của phường đó. Số lượng của các hội đồng phường là không giới hạn, mọi người dân đều có quyền ứng cử.

#### Quân đội
Lyon là nơi đặt sở chỉ huy quân sự toàn vùng Đông Nam (gồm Languedoc-Roussillon, Provence-Alpes-Côte d'Azur và Auvergne-Rhône-Alpes). Đây cũng là nơi đặt trụ sở của vùng phòng thủ chiến lược Auvergne-Rhône-Alpes

#### Cảnh sát
Lực lượng cảnh sát thành phố Lyon là một trong những lực lượng cảnh sát có số lượng lớn nhất nước Pháp  (327 viên chức, tỉ lệ 67 người / 100.000 dân) .

### Dự án đô thị hoá Grand Lyon (Lyon lớn)
Lyon thừa hưởng một vị thế lớn và sức lôi cuốn mạnh nhờ vào sự tăng trưởng kinh tế của mình. Nó thu hút nhiều đầu tư và những hãng kinh doanh cũng như dân cư từ nhiều nơi đổ tới. Lyon là một trong những thành phố có tốc độ tăng trưởng nhanh nhất Pháp và châu Âu. Nhằm đáp ứng những nhu cầu ngày một tăng đó, Lyon đã trang bị nhiều dự án phát triển trong nhiều lĩnh vực: kinh tế, chất lượng cuộc sống, đô thị hoá, y tế và thể thao.

#### Việc làm và kinh tế
Việc phát triển kinh tế được tập trung chủ yếu vào việc xây dựng những khu tháp văn phòng, ví dụ như tháp Oxygène, 28 tầng, cao 115m, khánh thành năm 2010  · . Nằm giữa khu phố Part-Dieu, toà tháp là biểu tượng cho sự phát triển kinh tế của thành phố. Việc xây dựng toà tháp là một bước trong quá trình xây dựng đường chân trời của Lyon (tiếng Anh: skyline), bước tiếp theo sẽ là xây dựng tháp Incity vào năm 2013, cao 200m, cũng ngay tại khu phố Part-Dieu. Thị trưởng Lyon Gérard Collomb cũng đồng thời lên kế hoạch xây dựng một con phố mua sắm chuyên dành cho những sản phẩm hàng hiệu cao cấp, lấy tên Grôlée. Bên cạnh đó là kế hoạch xây dựng những toà tháp cao tầng như Charlemagne Est và Ouest ở phía nam khu bán đảo  · .

#### Quy hoạch đô thị
Tại nơi hợp lưu giữa hai con sông, dự án Lyon Confluence đã chuyển đổi một khu vực trước đây là khu công nghiệp sang mục đích phục vụ cuộc sống thường ngày, với 13.000 m2 nhà ở, 12.000 m2 khách sạn, dịch vụ, thương mại và 13.000m2 văn phòng.

#### Thể thao
Thành phố đang nghiên cứu dự án thay thế sân Gerland hiện nay bằng một sân vận động mới với sức chứa 60.000 chỗ, sân vận động Ánh sáng. Đây sẽ là sân nhà mới của câu lạc bộ Olympique lyonnais, dự kiến sẽ được mở cửa vào năm 2014. Sân Gerland sẽ được giảm xuống còn 20.000 chỗ và dành phục vụ câu lạc bộ rugby L.O.U (Lyon Olympique Universitaire). Bên cạnh đó là kế hoạch xây dựng một sàn thi đấu mới cho câu lạc bộ bóng rổ Villeurbanne A.S.V.E.L, những sự kiện thể thao khác cũng sẽ được tổ chức thường xuyên.

## Nhân khẩu
Trong những năm 1970-1980, Lyon mất hơn 100.000 dân, chủ yếu do hiện tượng người dân bỏ thành phố về các vùng ngoại ô và nông thôn sinh sống (một hiện tượng khá phổ biến ở Pháp trong những năm 60,70). Sang những năm 80, dân số bắt đầu tăng dần, từ 413.000 năm 1982 đến gần 480.000 năm 2009, nhờ vào sự mở rộng của những khu phố mới như Gerland, Part-Dieu, Vaise, Saint-Rambert. Với việc xây dựng và phát triển những khu dân cư mới như Confluence, dân số Lyon dự báo sẽ tăng trưởng khá nhanh trong thời gian tới.

### Xã hội học
Lyon là một thành phố tư sản truyền thống. Theo điều tra năm 2005, thu nhập trung bình của các hộ gia đình Lyon là 19.810 euro một năm, cao hơn mức trung bình của Pháp là 15.027 euro/năm. Có sự chênh lệch về thu nhập giữa các quận khác nhau, nhưng sự chênh lệch này không lớn như ở Paris và Marseille.
Theo truyền thống, những nhà tư sản Lyon thường tập trung ở quận 6 (khu Brotteaux), chủ yếu quanh khu công viên "Parc de la Tête d'Or" (công viên đầu vàng), thu nhập sau thuế trung bình của tầng lớp này là 22.800 euro/năm . Ngoài ra tầng lớp tư sản Lyon còn cư ngụ trong khu bán đảo (quận 1 và 2). Những khu phố dành cho tầng lớp bình dân thường ở ngoại vi thành phố, như khu Guillotière (quận 7), khu Duchère (phía tây quận 9), khu Mermoz (quận 8), thu nhập sau thuế của tầng lớp này vào khoảng 13.700 euro/năm ..
Nếu xét theo vùng, thì khu vực phía bắc và phía đông thường là nơi cư ngụ của thành phần sung túc, trong khi tầng lớp bình dân hơn tập trung chủ yếu ở phía nam và phía tây thành phố.

### Lyon, thành phố của dân nhập cư bốn phương
Thành lập nên bởi những người La Mã, thời gian đầu Lugdunum đón một lượng lớn những người nhập cư từ phía đông (vùng Tiểu Á, Hy Lạp...). Trong thời kì Phục Hưng, Lyon đón nhận một lượng lớn những người nhập cư đến từ bên kia dãy Alpes.
Trong lịch sử, Lyon đã tiếp nhận rất nhiều người nhập cư từ Italia. Những năm 30, những người Ý trốn chạy chế độ phát xít đổ xô đến Lyon. Ngày nay, số lượng người dân Lyon có gốc gác Italia là rất nhiều. Bên cạnh đó là những người nhập cư tới từ Thuỵ Sĩ hay Phổ.
Đầu thế kỉ 20, những người Nga, người Armenia và những người Do Thái trốn chạy những cuộc tàn sát của Nga hoàng lần lượt chuyển tới Lyon. Ngày nay cộng đồng người Armenia ở Lyon đã lên tới con số 60.000 người, họ cùng với những người Hi Lạp và Tiểu Á tập trung chủ yếu ở khu Guilotière.
Những cuộc chiến tranh như chiến tranh Algieri và các cuộc chiến giành độc lập ở châu Phi cũng mang tới Lyon một lượng lớn những người nhập cư có nguồn gốc Algérie, Tunisia và Maroc, khoảng từ 150.000 tới 180.000 dân ngày nay. Những năm 70, làn sóng nhâạ cư tới chủ yếu từ những quốc gia châu Phi quanh khu vực Sahara, từ Thổ Nhĩ Kỳ, châu Á (Trung Quốc, Lào, Campuchia, Việt Nam...), tới Đông Âu. Một cộng đồng người Nam Mỹ cũng sống tập trung ở khu Perrache trong những năm 80.

## Giao thông vận tải
Với vị trí địa lý của mình, Lyon là nơi hội tụ của rất nhiều cơ sở hạ tầng giao thông, và là điểm trung chuyển bắt buộc xuống phía Nam của hệ thống đường sắt châu Âu. Là điểm kết nối truyền thống giữa Paris và Marseille, Lyon ngày nay mở rộng việc kết nối sang phía đông, đặc biệt là những thành phố như Genève, Thuỵ Sĩ hay Turin, Italia. Sân bay quốc tế Lyon-Saint-Exupéry ngày càng phát triển mạnh nhờ vào tần suất hoạt động và số lượng các chuyến bay trung chuyển lớn.

### Phương tiện vận tải

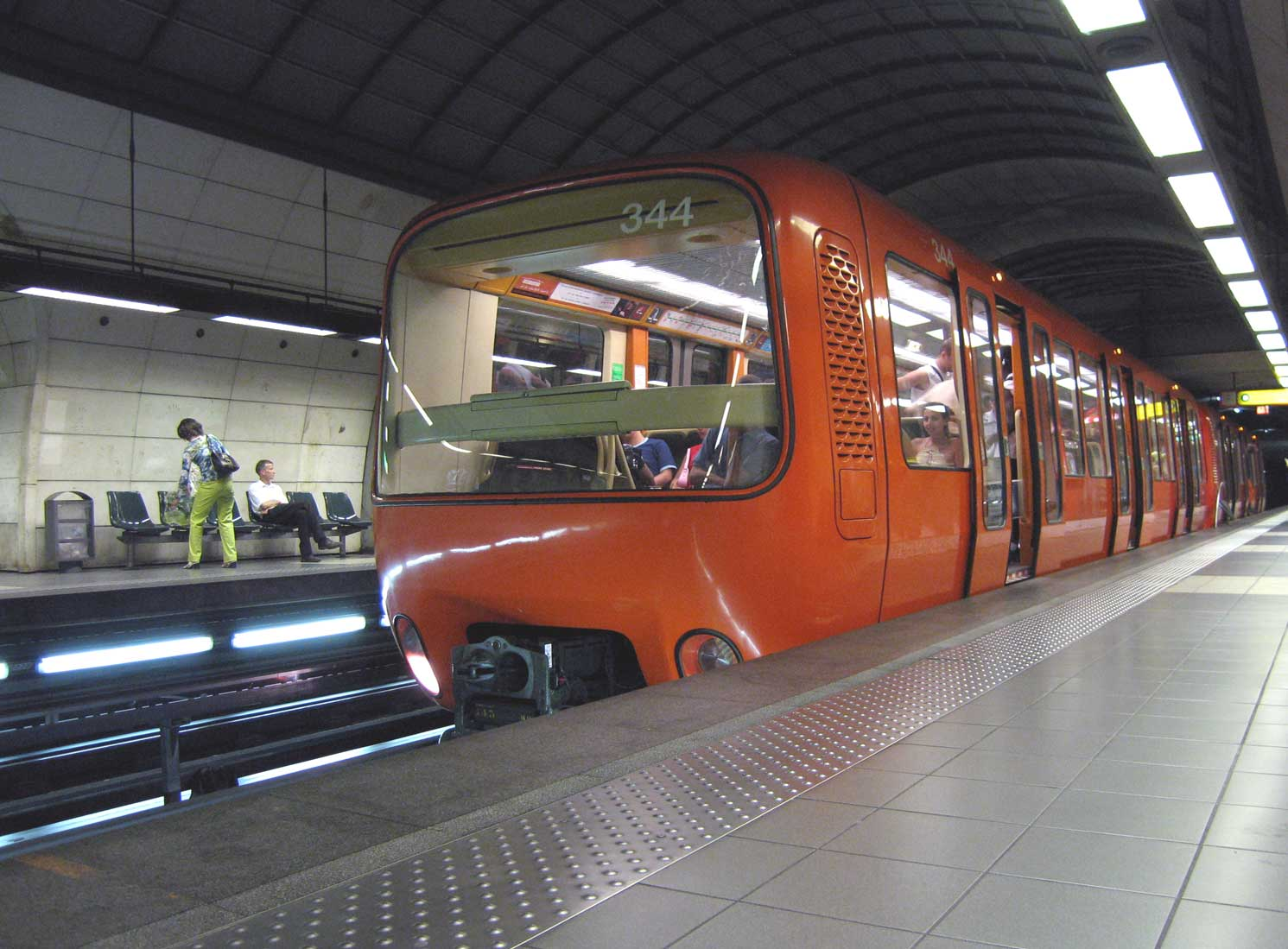
Metro D không người lái ở Lyon.

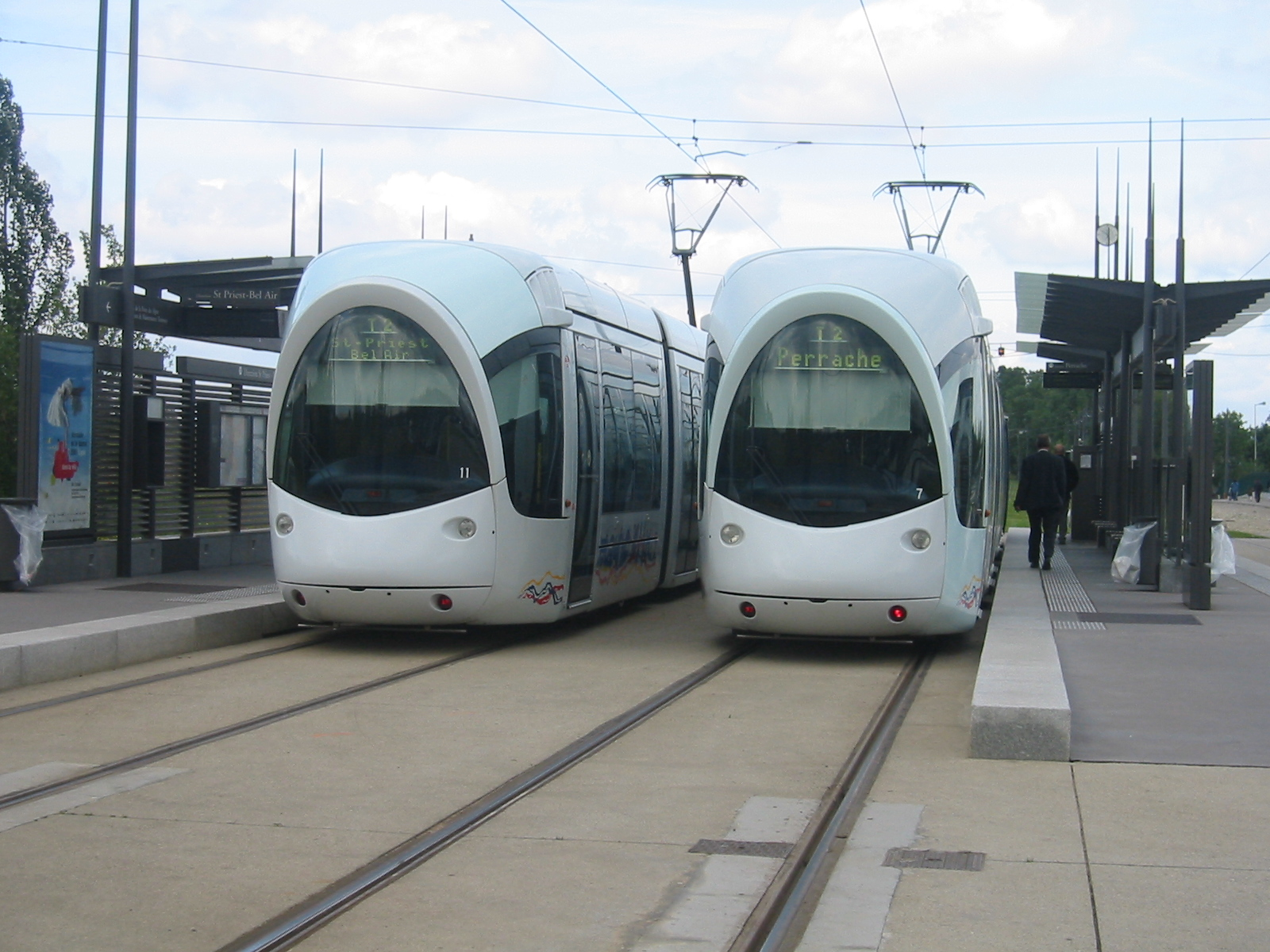
Tàu điện (tramway) ở Lyon

Ngoài vùng Île-de-France, Lyon sở hữu hệ thống giao thông công cộng lớn nhất Pháp với 1,4 triệu lượt hành khách mỗi ngày , trong đó riêng hệ thống metro chuyên chở 681.000 lượt ), và 195 triệu lượt di chuyển mỗi năm.
SYTRAL là công ty chịu trách nhiệm quy hoạch hệ thống vận tải công cộng của toàn Grand Lyon. Thành phố có 4 tuyến metro (A, B, C, D), 4 tuyến tàu điện (tramway) (T1, T2, T3, T4), hai tuyến đường sắt cáp kéo, 8 tuyến xe điện bánh hơi và khoảng 150 tuyến bus.
Tháng 5 năm 2005, GrandLyon đưa vào hoạt động hệ thống xe đạp cho thuê (Vélo'v). Hệ thống này được đặt ở trong những khu vực thuộc thành phố và những vùng ngoại ô lân cận như Villeurbanne, Vaulx-en-Velin, Caluire-et-Cuire và Vénissieux. Hệ thống cho thuê tự phục vụ này đã trở thành một trong những hệ thống lớn nhất Pháp bên cạnh Vélib's của Paris . 33.701 xe đạp được thuê mỗi ngày, riêng tháng 2/2009 đã có 315.712 lượt xe được sử dụng. Trên toàn Grand Lyon đang có 343 trạm xe được đưa vào hoạt động.
Có hơn 50 trạm đỗ taxi trong khu vực thành phố, ngoài ra còn một số lượng lớn các trung tâm taxi khác ở các vùng phụ cận.

### Hệ thống đường sắt
Lyon có tất cả sáu ga đường sắt, gồm 2 ga dành cho đường sắt cao tốc TGV và 4 ga chuyên dùng cho những chuyến tàu hoả liên vùng.
- Ga Lyon-Part-Dieu: được xây dựng từ năm 1978 đến 1983 để thay thế cho ga Lyon-Brotteaux nhằm phục vụ cho những chuyến tàu cao tốc TGV tuyến Paris - Lyon. Đây là nhà ga lớn nhất của Lyon với 51,1 triệu lượt hành khách trong năm 2010. Đây cũng là ga có số lượng hành khách trung chuyển lớn nhất châu Âu
- Ga Lyon-Perrache: được đưa vào hoạt động từ năm 1857, đây là nhà ga đầu tiên ở Lyon, ngày nay là nhà ga lớn thứ 2 ở Lyon, với 10 triệu lượt hành khách trong năm 2010 [25].
- Ngoài ra còn 4 ga nhỏ dành cho những chuyến tàu hoả liên vùng là: ga Lyon-Vaise, ga Lyon-St-Paul, ga Lyon-Gorge-de-Loup và ga Lyon-Jean-Macé.

Mỗi ngày có 230 chuyến tàu cao tốc TGV di chuyển qua 2 nhà ga Part-Dieu và Perrache. Ngoài ra ở sân bay Lyon-Saint-Exupéry còn một nhà ga TGV nữa dùng để phục vụ cho các chuyến bay. Khu vực Lyon là một nút giao thông đường sắt quan trọng kết nối trục Paris-Marseille với những tuyến đường sắt khác trên toàn nước Pháp.

### Sân bay
Lyon có 2 sân bay phục vụ cho mục đích thương mại và công nghiệp. Sân bay Lyon-Bron, hoàn thành năm 1924, khi đó được sử dụng cho việc vận quận hành khách trong giai đoạn giữa hai cuộc chiến. Nó dần trở nên quá tải và đến năm 1975 thì bị thay thế bởi sân bay quốc tế Lyon-Saint-Exupéry nằm cách đó 25 km về phía đông. Ngày nay sân bay Bron được sử dụng cho những chuyến bay cá nhân.
Ngày nay, Saint-Exupéry là sân bay lớn thứ ba của Pháp sau Charles-de-Gaulle và sân bay của Nice, kết nối với hầu hết những thủ đô và thành phố lớn của châu Âu. Hàng tuần Saint-Exupéry đón nhận những chuyến bay từ khoảng hơn một trăm thành phố, trong đó có những thành phố có 5 lượt máy bay mỗi ngày, tiêu biểu như Luân Đôn. Trong năm 2011, sân bay đã đón nhận 8,44 lượt hành khách.

### Cảng
Lyon có một cảng sông duy nhất là cảng Édouard-Herriot ở quận 7

## Sức khoẻ
Lyon có 17 bệnh viện chăm sóc sức khoẻ cho người dân. Tiêu biểu trong số đó là bệnh viện Édouard-Herriot, bệnh viện lớn nhất vùng Auvergne-Rhône-Alpes. Lyon cũng là nơi đặt trụ sở của tổ chức chăm sóc sức khoẻ và bảo hiểm vùng Auvergne-Rhône-Alpes.
Nhìn chung Lyon có một hệ thống chăm sóc sức khoẻ được đánh giá cao, nhờ vào tỉ lệ số giường bệnh trên quy mô dân số. Theo một nghiên cứu vào tháng 10 năm 2009, Lyon đứng ở vị trí đầu tiên trong bảng xếp hạng về chất lượng chăm sóc sức khoẻ của Pháp . Trên toàn GrandLyon thì cứ 10.000 dân sẽ có 11 bác sĩ đa khoa và 18 thầy thuốc chuyên khoa chăm sóc sức khoẻ .
Lyon là nơi thực hiện ca phẫu thuật cấy ghép tay và ghép cẳng tay đầu tiên trên thế giới vào năm 1998 và 2000. Tất cả đều được thực hiện bởi bác sĩ phẫu thuật lừng danh người Lyon Jean-Michel Dubernard.

## Chất lượng cuộc sống
Lyon nổi tiếng ở Pháp với chất lượng cuộc sống tốt, thành phố là một sự kết hợp hài hoà giữa một thành phố lớn với quy mô cỡ Paris nhưng vẫn sở hữu nhiều không gian xanh. Năm 2007, tại Luân Đôn, Lyon được trao giải thưởng "Liveable Communities", dành cho những thành phố có chất lượng cuộc sống tốt. Tháng 11 năm 2008, Lyon xếp hạng 7 ở châu Âu về chất lượng cuộc sống .

### Di sản

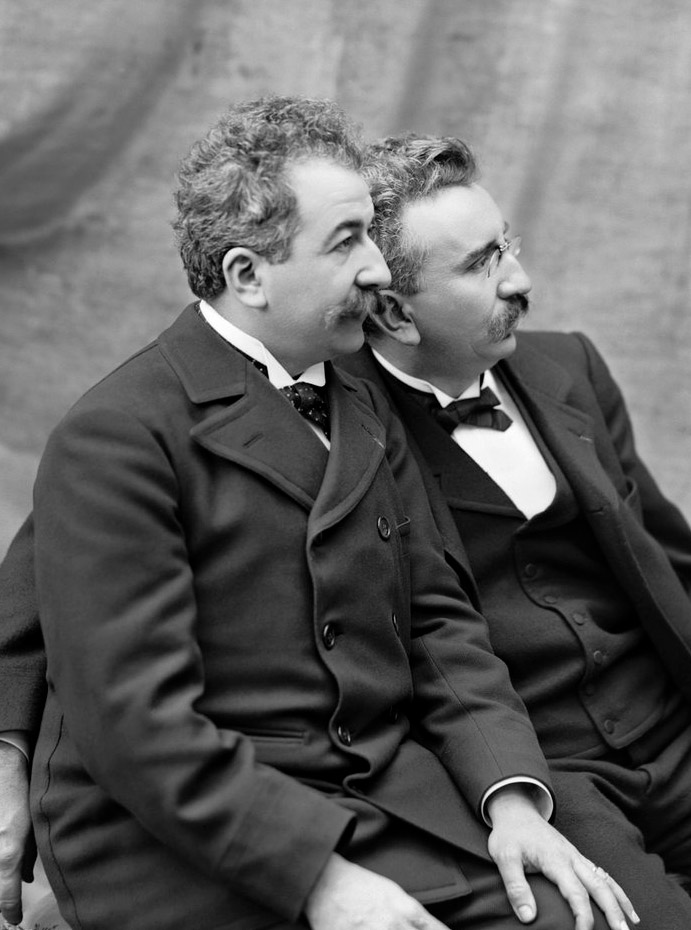
Auguste và Louis Lumière, những nhà phát minh phim điện ảnh chiếu bóng

Lyon sở hữu rất nhiều di sản lịch sử, kiến trúc, văn hoá giá trị, thể hiện qua những danh hiệu mà thành phố được trao tặng:
- Thủ đô của vùng Gaule [30] (danh hiệu này được trao cho thành phố sau khi nước Pháp được thành lập)
- Thủ đô ẩm thực quốc tế [31] (nhờ vào những đặc sản ẩm thực địa phương và những đầu bếp nổi tiếng thế giới).
- Thủ đô kháng chiến của Pháp [32].
- Thủ đô ngành in thời Phục hưng
- Thủ đô của lụa.
- Thủ đô của hoa hồng [33].
- Thủ đô của điện ảnh (Phim điện ảnh được phát minh ở Lyon bởi hai anh em Auguste và Louis Lumière)

#### Di sản thế giới UNESCO
Lyon có 427 hecta di tích lịch sử được xếp hạng di sản văn hoá thế giới bởi UNESCO từ tháng 5 năm 1998  · . Thành phố cũng là thành viên của tổ chức những thành phố di sản thế giới. Trong những di tích được xếp hạng, người ta lưu ý tới khu đồi Fourvière và những di tích cổ đại, khu phố cổ Lyon với những dấu tích thời trung cổ và phục hưng, khu bán đảo với phong cách hiện đaị, khu vực đồi Croix-Rousse, di sản đô thị của thế kỉ 19 gắn liền với những người dệt lụa... Những khu vực khác như hai bên bờ sông, khu Part-Dieu, Brotteaux, Gerland... tuy không được xếp hạng nhưng cũng mang đến những giá trị lớn về sự gìn giữ và phát triển của kiến trúc xây dựng. Nhờ đó, Lyon thực sự đã sở hữu một sự tiếp nối truyền thống trong xây dựng đô thị, điều mà phần nhiều thành phố châu Âu không có do công cuộc tái xây dựng ngay trên những nền di tích cũ.

#### Di sản tôn giáo

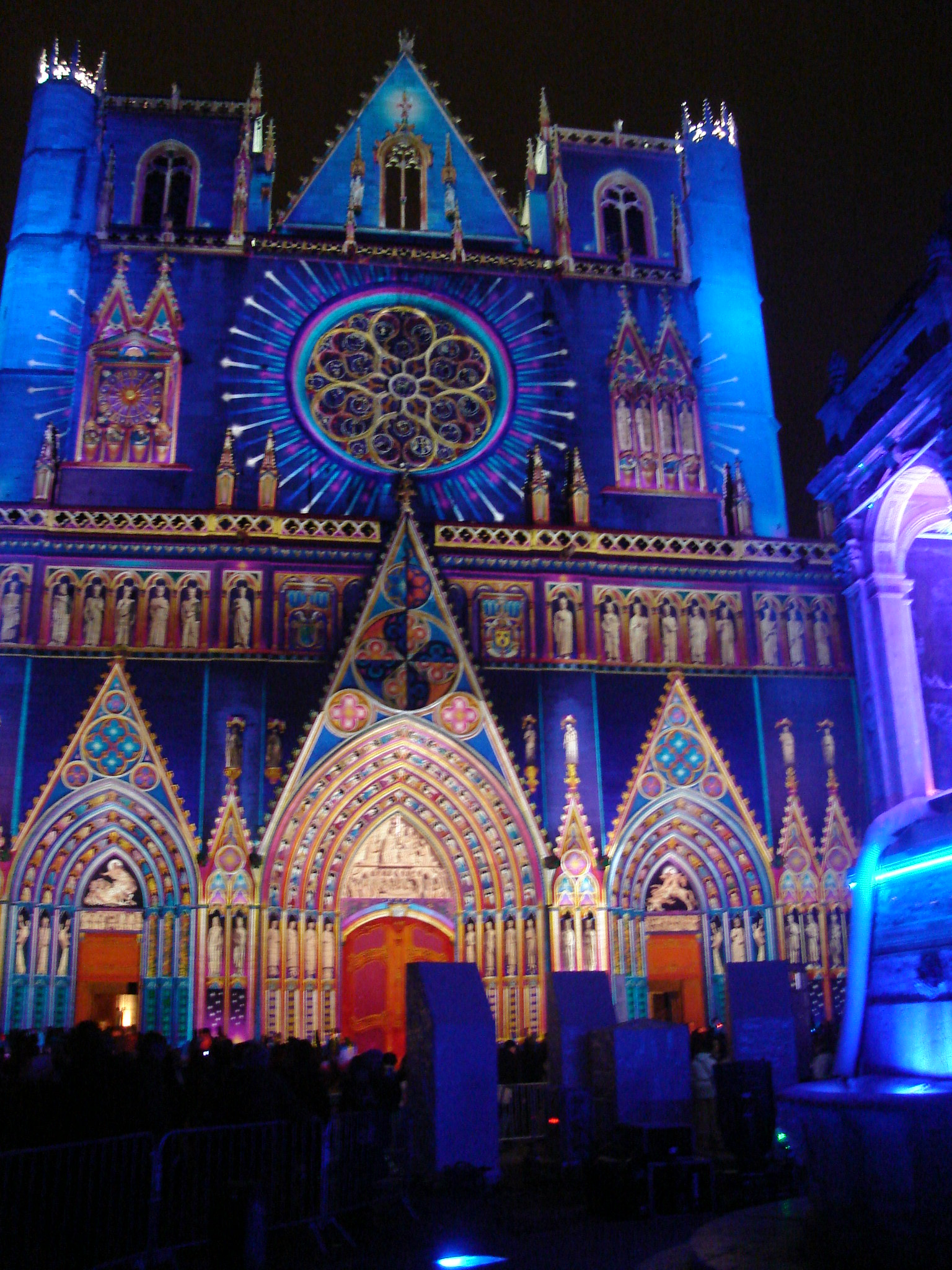
Nhà thờ Saint-Jean

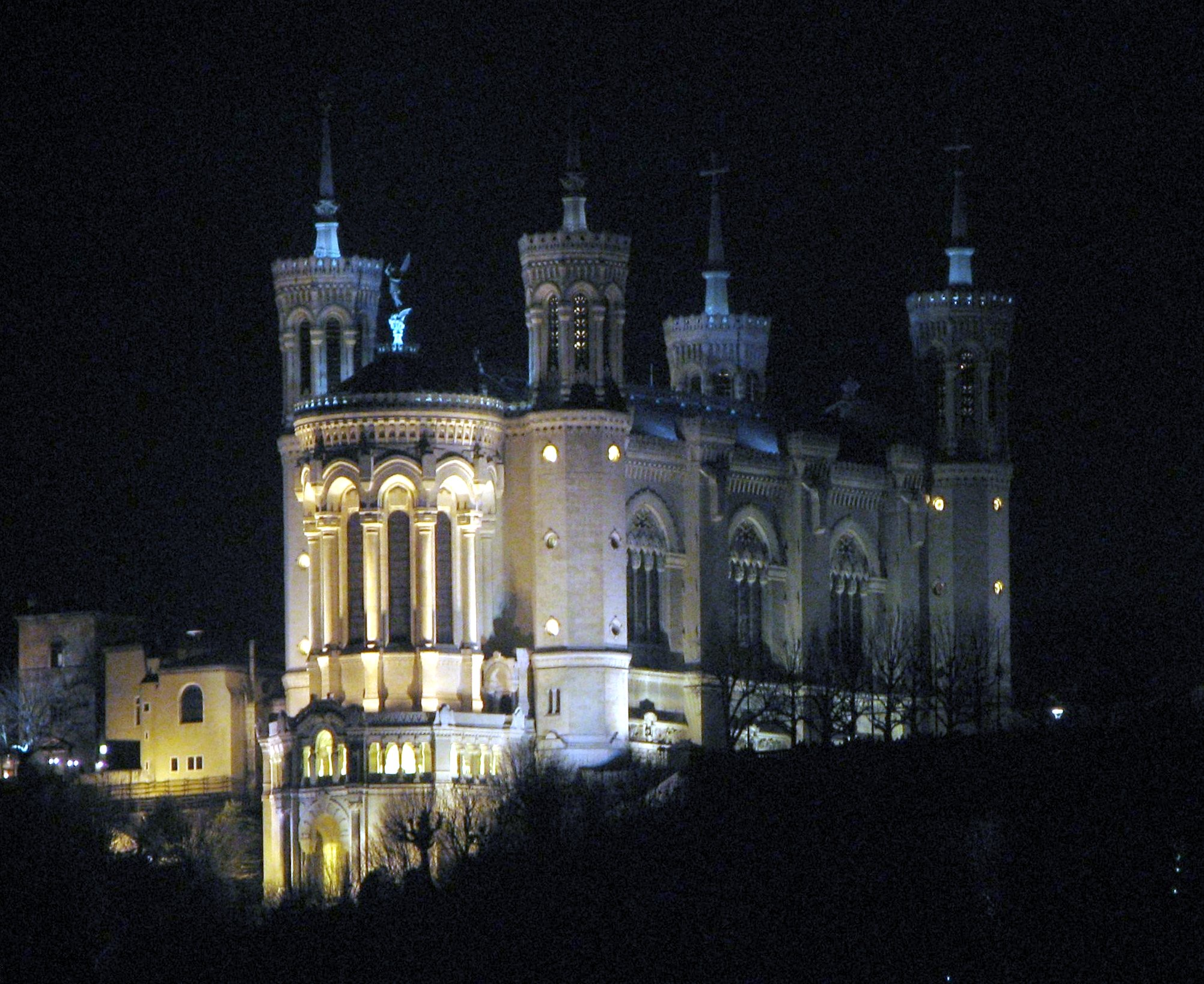
Nhà thờ Notre-Dame de Fourvière

Lyon sở hữu một số lượng lớn các di sản tôn giáo, những công trình đáng chú ý được tìm thấy ở hầu hết những di tích lịch sử trong thành phố.
Nhà thờ lớn Notre-Dame de Fourvière, nằm trên khu vực đồi Fourvière, bắt đầu xây dựng vào năm 1872, nhưng những tác phẩm điêu khắc của nó thì không bao giờ được hoàn thành. Nhà thờ là một trong những địa điểm được ghé thăm nhiều nhất của thành phố và trở thành một biểu tượng về sức mạnh tôn giáo mạnh mẽ của Lyon. Mỗi năm nhà thờ đón tiếp khoảng một triệu khách du lịch.
Về phía nam của khu đồi Fourvière là nhà thờ Saint-Just, một trong những nhà thờ lớn nhất Lyon. Bị phá huỷ vào năm 1562 bởi những tín đồ đạo Tin lành, nhà thờ được xây dựng lại vào thế kỉ 16. Gần đó là nhà thờ Saint-Irénée, ở đó người ta tìm thấy những di tích của hậu cung nhà thờ tiêu biểu cho nghệ thuật cổ Cơ đốc, một hầm mộ đã được trùng tu và tượng thánh giá của Lyon.
Trong khu phố cổ Lyon có nhà thờ Saint-Jean, khi xưa là tổng hành dinh của toà tổng Giám mục vùng Gaule. Về phía bắc của khu phố cổ, nhà thờ Saint-Paul là sự pha trộn hoàn hảo của kiến trúc Roman và Gothic. Về phía nam là nhà thờ Saint-Goerges được xây vào thế kỉ 19.
Phía nam khu bán đảo có nhà thờ Saint-Martin d'Ainay, một di sản của kiến trúc Roman thế kỉ thứ 7. Đi lên phía bắc, ta có thể tìm thấy nhà thờ Saint-Bonaventure ở quảng trường Cordeliers. Gần đó, hướng về phía sông Saône là nhà thờ Saint-Nizier theo phong cách Gothic và Phục hưng được xây dựng từ thế kỉ 14 cho tới thế kỉ 17 mới hoàn thành.

#### Di sản văn hoá và nghệ thuật
Lyon sở hữu những di sản văn hoá và nghệ thuật có giá trị lớn. Hai loại hình nghệ thuật đã được khai sinh ở Lyon: điện ảnh (bởi hai anh em Auguste và Louis Lumière) và nghệ thuật múa rối tay (bởi Laủent Mourguet). Lyon cũng là một trung tâm của nhạc rock, với nhiều ban nhạc rock có ảnh hưởng lớn trên toàn nước Pháp. Thành phố cũng sở hữu những trung tâm văn hoá hiện đại và có tiếng như la Maison de la danse (trung tâm nghệ thuật múa), nhà hát Opéra quốc gia, nhà hát Célestins... Lyon là một trong hai thành phố duy nhất của Pháp (cùng với Paris) sở hữu hai dàn nhạc thường trực: một dàn nhạc giao hưởng và một dàn nhạc trữ tình, đây một sự ưu tiên về văn hoá khá hiếm gặp.
Bảo tàng Beaux-Arts của Lyon sở hữu bộ sưu tập tranh và tác phẩm nghệ thuật nhiều thứ hai Pháp sau bảo tàng Louvre của Paris , nhờ đó người ta hay gọi bảo tàng này là Louvre nhỏ. Thành phố còn sở hữu một lượng lớn những tác phẩm nghệ thuật đương đại và những phòng trưng bày nghệ thuật, chủ yếu ở phía nam quảng trường Bellecour. Số lượng lớn bảo tàng mà Lyon sở hữu phản ánh nét đặc thù và sự phong phú về lịch sử của thành phố .
Ngoài ra, Lyon còn sở hữu một số lượng lớn các rạp chiếu phim.

#### Di sản ẩm thực
Lyon rất nổi tiếng về ẩm thực, Curnonsky - ông hoàng ẩm thực Pháp - trong cuốn sách "Những điều đáng chú ý về ẩm thực Lyon" đã gọi Lyon là "thủ đô của nghệ thuật ẩm thực". Thành phố có những đầu bếp nổi tiếng toàn cầu như Paul Bocuse và Eugénie Brazier. Người ta có thể thưởng thức những món ăn phong phú của địa phương trong một hệ thống khoảng hơn 20 nhà hàng chính thức được gọi là Bouchons, tập trung hầu hết ở trong khu phố cổ Lyon.

#### Thư viện
Với 1,8 triệu đầu sách và tài liệu, thư viện thành phố Lyon là thư viện thành phố lớn nhất Pháp .

#### Lễ hội và những sự kiện văn hoá

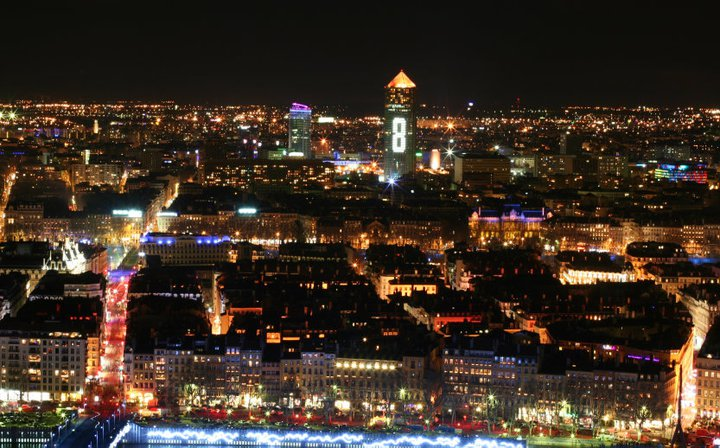
Lyon nhìn từ đồi Fourvière trong dịp lễ hội ánh sáng 2010.

Hàng năm có rất nhiều những sự kiện văn hoá được tổ chức ở Lyon, trong đó có những sự kiện nổi tiếng quốc tế như lễ hội ánh sáng, được tổ chức vào ngày 8 tháng 12 hàng năm. Vào dịp này người dân Lyon thắp sáng thành phố bằng những ngọn nến treo trước cửa sổ phòng. Nguồn gốc của lễ hội có từ thế kỉ thứ 19, gắn liền với sự khánh thành của tượng Đức mẹ đồng trinh đặt trên đỉnh nhà thờ Fourvière. Truyền thuyết kể rằng Đức mẹ đã cứu thoát thành phố khỏi bệnh dịch hạch, và người dân đã thắp sáng những ngọn nến hoặc đèn, đặt vào trong cốc để bày tỏ lòng kính trọng của mình với Đức mẹ . Ngày nay, để thu hút khách du lịch, vào dịp lễ hội người ta thắp sáng rực rỡ những công trình kiến trúc trong thành phố nhờ sự giúp đỡ của những chuyên gia ánh sáng hàng đầu thế giới. Lễ hội diễn ra trong 4 ngày, tâm điểm là đêm 8 tháng 12, những người dân Lyon tiếp nối truyền thống bằng cách trang hoàng cửa sổ nhà mình bằng ánh sáng và xuống đường tản bộ cùng các du khách. Đến nay lễ hội đã mang tầm cỡ quốc tế và thu hút khoảng 4 triệu lượt khách du lịch mỗi năm.
Mùa hè của Lyon cũng đầy những sự kiện và lễ hội như Lễ hội âm nhạc vào cuối tháng 6, hay Những đêm Fourvière, một festival văn hoá gồm âm nhạc, điện ảnh, kịch nghệ, khiêu vũ được tổ chức trong suốt mùa hè.

### Môi trường

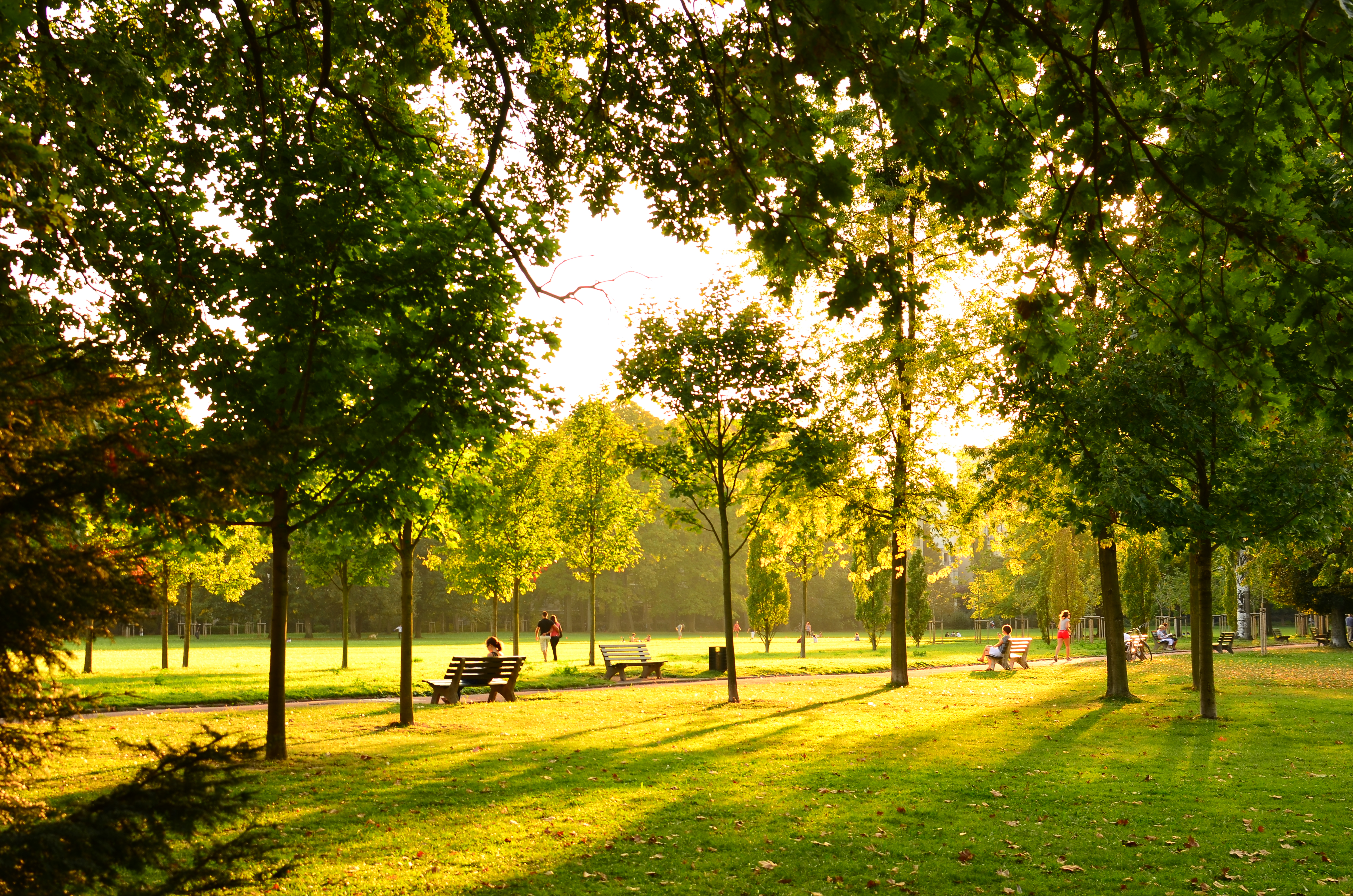
Một trong những bãi cỏ của Parc de la Tête d'Or

Bất chấp mật độ đô thị hoá lớn, Lyon vẫn tô điểm cho mình bằng số lượng lớn những không gian xanh, công viên và vườn hoa đô thị...
Công viên Parc de la Tête d'Or (tiếg Pháp: công viên đầu vàng), là công viên nằm trong đô thị lớn nhất nước Pháp . Nó sở hữu số lượng lớn những bãi cỏ có bóng mát, một hồ rộng và một đảo, và rất nhiều những khu vườn thực vật như vườn thực vật dãy Alpes, vườn hoa.
Những không gian xanh khác cũng được xây dựng ở nhiều địa điểm khác nhau của thành phố. Ở ngoại ô thành phố, công viên Miribel-Jonage rộng 2200 hecta là công viên ngoại ô lớn nhất Pháp. Ngoài ra ở phía đông nam thành phố, công viên Parilly cũng là một trong những lá phổi xanh của thành phố, đây là nơi sinh sống của khá nhiều những loài động thực vật đang được bảo vệ, công viên này còn sở hữu nhiều cơ sở và thiết bị thể thao và một trường đua ngựa.

### Giáo dục

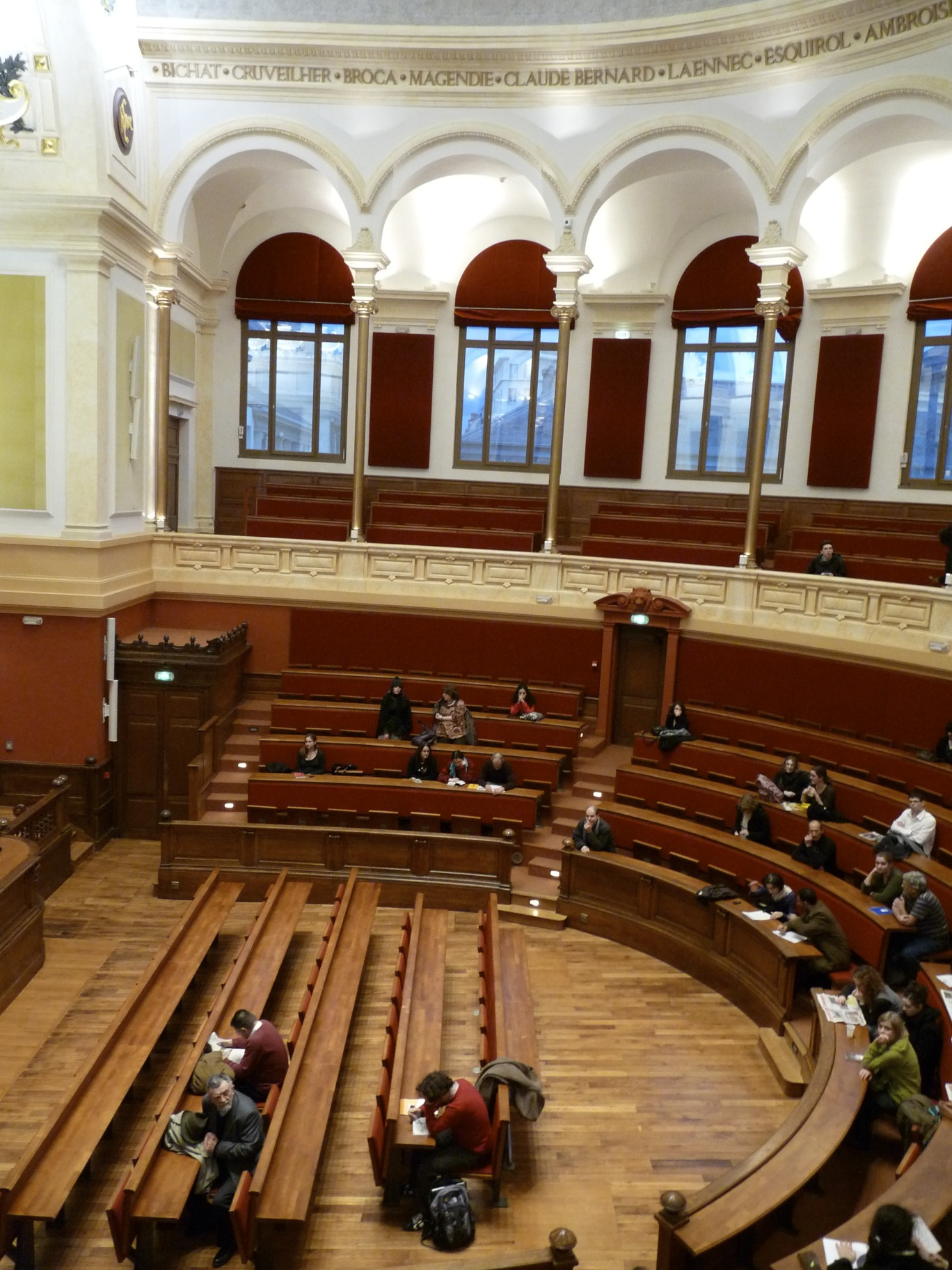
Một giảng đường của trường Université Lyon 2

#### Tiểu học và trung học
Lyon có hơn 250 trường mẫu giáo và tiểu học , khoảng 50 trường trung học (cấp 2) và 50 trường cấp 3 .

#### Đại học
Toàn khu vực Lyon có khoảng 133.800 sinh viên , trong đó khu vực nội đô có hơn 73.000 sinh viên, còn lại sinh sống và học tập trong các khu ký túc xá ở các vùng ngoại ô và ven thành phố như Villeurbanne và Bron. Với số lượng sinh viên đông đảo, Lyon là thành phố có số lượng sinh viên lớn thứ 2 nước Pháp.
Lyon có 4 trường đại học đào tạo cử nhân, gồm 3 trường công và 1 trường tư:
- Université Claude Bernard Lyon 1: đào tạo cử nhân các ngành khoa học cơ bản, y tế, thể thao [47].
- Université Lumière Lyon 2: đào tạo cử nhân các ngành khoa học xã hội, tâm lý học, nghệ thuật, văn học, ngôn ngữ, luật, tài chính - quản lý [48].
- Université Jean Moulin Lyon 3: đào tạo cử nhân các ngành luật, tài chính - quản lý, văn học, ngôn ngữ, văn học, triết học [49].
- Université catholique de Lyon, trường tư[50]: đào tạo cử nhân các ngành triết học, thần học, tâm lý học, luật, văn học và ngôn ngữ, khoa học giáo dục.

Ngoài ra ở Lyon còn hơn chục trường đào tạo kĩ sư công và tư, tiêu biểu như INSA de Lyon, ENS Lyon, École centrale de Lyon...

### Truyền thông
Lyon có hai kênh truyền hình riêng: Télé Lyon Métropole và Lyon Capitale TV. Báo Le Progrès là một trong những tờ nhật báo lớn nhất Pháp .

### Thể thao
Phong trào thể thao ở Lyon phát triển khá mạnh mẽ. Đội bóng đá Olympique Lyonnais (viết tắt là OL) từng đạt kỉ lục 7 lần liên tiếp vô địch quốc gia Pháp trong giai đoạn 2001-2008 và thường xuyên giành quyền lọt vào tứ kết UEFA Champions League những năm gần đây (một lần lọt vào bán kết năm 2010). Đội bóng đá nữ Lyon từng 2 lần vô địch Pháp vào năm 2007 và 2009, và là nhà vô địch châu Âu 2 năm gần đây nhất. Trong các môn thể thao khác như rugby, bóng rổ, bóng ném... những đội tuyển của thành phố cũng thi đấu ở các hạng đấu cao nhất của Pháp và thường đạt thứ hạng cao. Lyon từng 3 lần ứng cử đăng cai Thế vận hội Olympic vào các năm 1920, 1924 và 1960.

## Kinh tế
Tổng sản phẩm tiêu dùng nội địa (GDP) của Lyon là 62 tỉ euro , xếp hạng 2 nước Pháp sau Paris và các vùng phụ cận. Trong danh sách những thành phố phát triển nhất của thế giới được xếp hạng bởi trường đại học Loughborough (Anh), Lyon là thành phố xếp hạng cao thứ hai của Pháp sau Paris, và đứng ngang hàng với Philadelphia (Hoa Kỳ), Athens (Hy Lạp) hay Bombay (Ấn Độ).
Thành phố có một năng lực canh tranh ở tầm cỡ châu Âu. Vị trí địa lý thuận lợi mang đến cho Lyon khả năng thu hút đầu tư lớn. Trong suốt chiều dài lịch sử, Lyon luôn sở hữu một nền kinh tế và kĩ thuật phát triển trong các ngành nghề như: ngân hàng và in vào thời kì Phục sinh, cơ khí chế tạo và nghiên cứu khoa học trong các lĩnh vực y tế, vật lý, virút học... Hầu hết các lĩnh vực công nghiệp ngày nay đều xuất hiện ở Lyon, trong đó có những ngành đạt tới tầm cỡ và danh tiếng toàn cầu như cơ khí, công nghiệp dệt, sức khoẻ, hoá học và dược học.
Lyon hợp tác với nhiều công ty lớn, cả quốc doanh và tư nhân, trong nhiều lĩnh vực nhằm thu hút đầu tư và đặt trụ sở tại đây. Mặt khác thành phố cũng sở hữu cho riêng mình một thương hiệu nhằm quảng bá cho toàn thế giới là ONLYLYON. Bảng xếp hạng ECER-Banque Populaire đã xếp Lyon đứng thứ 9 trong danh sách những thành phố thu hút đầu tư nhất của châu Âu năm 2010 .

### Các khu phố thương mại

Khu phố Part-Dieu, từ trái qua phải: Tháp Swiss Life, Tháp Oxygène và Tháp Part-Dieu.

- Khu phố Part-Dieu: đây là khu phố thương mại lớn thứ 2 nước Pháp sau khu La Défense,Paris[55]. Là lá phổi kinh tế của thành phố, khu phố là nơi pha trộn nhiều khuynh hướng: dịch vụ, văn hoá, truyền thông, thương mại. Biểu hiện của khu phố là tháp Part-Dieu, hay còn được gọi là tháp bút chì.

Những tháp chính của khu phố Part-Dieu hiện nay và trong tương lai:
| Vị trí | Tên             | Ngày đưa vào hoạt động | Chiều cao | Số tầng | Tình trạng                                                      |
| 1      | Tháp Eva        | Chưa rõ                | 240m      | 65      | Dự án                                                           |
| 2      | Tháp Incity     | 2014                   | 200m      | 39      | Đang xây dựng                                                   |
| 3      | Tháp Part-Dieu  | 1977                   | 165m      | 42      | Hoàn thành                                                      |
| 4      | Tháp Icade      | 2015                   | 140m      | 35      | Dự án                                                           |
| 5      | Tháp Silex 2    | 2014                   | 120m      | 32      | Dự án                                                           |
| 6      | Tháp Oxygène    | 2010                   | 116m      | 28      | Hoàn thành                                                      |
| 7      | Tháp Gécina     | 2014-2015              | 100m      | 25      | Dự án                                                           |
| 8      | Tháp Swiss Life | 1990                   | 82m       | 21      | Hoàn thành                                                      |
| 9      | Tháp EDF Lyon   | 1975                   | 80m       | 20      | Hoàn thành (Đang có một dự án nâng chiều cao của tháp lên 110m) |

- Khu Cité internationale de Lyon: được thiết kế bởi kiến trúc sư người Ý Renzo Piano và đưa vào hoạt động năm 2006, ngày nay khu tổ hợp này bao gồm nhiều hoạt động thương mại và là nơi đặt trụ sở của nhiều công ty danh tiếng.
- Khu phố Confluence: mới được đưa vào hoạt động vào năm 2012, đây là một khu trung tâm thương mại và dịch vụ mới của Lyon với diện tích gấp đôi diện tích của các trung tâm thương mại trong trung tâm thành phố [57].

### Du lịch
Với hơn 6 triệu khách du lịch mỗi năm, Lyon là thành phố thu hút nhiều khách du lịch thứ 2 Pháp sau Paris.
Du lịch mang lại hơn 1 tỉ euro cho Lyon trong riêng năm 2010, trong đó chủ yếu là các chuyến du lịch ngắn và trung bình từ 1 tới 2 ngày (năm 2006 các khách sạn ở Lyon ghi nhận tổng cộng 3,5 triệu lượt nghỉ đêm). 54% khách du lịch là người nước ngoài . Tháng 1 năm 2009, Lyon đứng vị trí số một trong thị phần khách sạn ở Pháp.
Để thu hút du lịch, đã có 42 sự kiện quốc tế được tổ chức ở Lyon trong riêng năm 2006 . Thành phố giữ vị trí thứ 30 trong danh sách những thành phố tổ chức nhiều sự kiện quốc tế nhất thế giới, hơn cả Hong Kong, Sydney, Chicago hay Thượng Hải. Trung bình một khách du lịch tiêu 200 euro trong mỗi ngày ở Lyon.

## Các thành phố kết nghĩa
- Birmingham, Vương quốc Liên hiệp Anh và Bắc Ireland, từ 1951
- Yokohama, Nhật Bản, từ 1959
- Frankfurt am Main, Đức, từ 1960
- Milano, Ý, từ 1966
- St. Louis, Hoa Kỳ, 1975
- Beerscheba, Israel, 1980
- Leipzig, Đức, 1981
- Quảng Châu, Trung Quốc, 1988
- Montréal, Canada, 1989
- Łódź, Ba Lan, 1992
- Craiova, România
- Thành phố Hồ Chí Minh,Việt Nam, 1994

## Những người con của thành phố
- Claudius, hoàng đế La Mã
- Caracalla, hoàng đế La Mã
- André Marie Ampère, nhà vật lý học, phát minh ra điện từ trường và định luật Ampère
- Dominique Blanc, nữ diễn viên nổi tiếng của Pháp
- Raymond Domenech, cầu thủ bóng đá, huấn luyện viên của đội tuyển bóng đá quốc gia Pháp
- Antoine de Saint-Exupéry, nhà văn, tác giả cuốn Hoàng tử bé, đồng thời là phi công của quân đội Pháp trong Chiến tranh thế giới thứ hai
- Jean-Claude Trichet, chuyên gia tài chính, giám đốc Ngân hàng Trung ương châu Âu
- Alexis Carrel, bác sĩ phẫu thuật, nhận Giải thưởng Nobel
- Youri Djorkaeff, cầu thủ bóng đá Pháp vô địch World Cup 1998 và Euro 2000
- Boniface de Castellane, tướng quân đội và thống chế của Pháp
- Sidonius Apollinaris, nhà văn, Giám mục của Clermont-Ferrand, được phong thánh
- Philibert Delorme, kiến trúc sư thời Phục Hưng
- Tony Garnier, kiến trúc sư
- Stefan Meller (*1942), cựu bộ trưởng Bộ Ngoại giao Ba Lan
- Louis-Gabriel Suchet, thống chế, công tước của Albufera
- Joseph-Marie Jacquard, nhà phát minh, đã phát triển máy dệt tay
- Adolphe Perraud, Giám mục của Autun, Hồng y, thành viên Viện hàn lâm Pháp
- Raymond Aubrac, kỹ sư xây dựng, thành viên lãnh đạo của Résistance

Tham khảo: 
1. ↑  "Populations légales 2009 - 69123-Lyon". http://www.insee.fr. {{Chú thích web}}: Liên kết ngoài trong |website= (trợ giúp)
2. ↑  Discours de madame Christine Boutin lors de la conférence de consensus sur la diversité sociale dans l'habitat sur le site du ministère français du Logement et de la Ville
3. ↑  "Lyon - Rhône". http://www.linternaute.com. Bản gốc lưu trữ ngày 9 tháng 1 năm 2012. Truy cập ngày 12 tháng 6 năm 2012. {{Chú thích web}}: Liên kết ngoài trong |website= (trợ giúp)
4. ↑  "Données climatiques de la station de Lyon" (bằng tiếng Pháp). Meteo France. Bản gốc lưu trữ ngày 6 tháng 11 năm 2018. Truy cập ngày 9 tháng 12 năm 2014.
5. ↑  "Climat France" (bằng tiếng Pháp). Meteo France. Bản gốc lưu trữ ngày 7 tháng 10 năm 2020. Truy cập ngày 9 tháng 12 năm 2014.
6. ↑  "Normes et records 1961-1990: Lyon-Bron (69) - altitude 198m" (bằng tiếng Pháp). Infoclimat. Truy cập ngày 10 tháng 12 năm 2014.
7. ↑  Mathieu Poux, Hugues Savay-Guerraz, Lyon avant Lugdunum, 2003, Infolio, p. 70
8. ↑  Selon une thèse aujourd'hui contestée, Amable Audin dans son ouvrage Lyon, miroir de Rome dans les Gaules, p. 50, place cette fondation le 9 octobre
9. ↑  Armand Desbat, ouvrage collectif, Lugdunum, naissance d'une capitale, Infolio éditions, 2005, tr. Thiếu tham số! (Bản mẫu:P.)64
10. ↑  Armand Desbat, ouvrage collectif, Lugdunum, naissance d'une capitale, Infolio éditions, 2005, tr. Thiếu tham số! (Bản mẫu:P.)111
11. ↑  Amable Audin, Lyon, miroir de Rome dans les Gaules, Fayard, 1965, p. 133
12. ↑  Amable Audin, Lyon, miroir de Rome dans les Gaules, Fayard, 1965, p. 189
13. ↑  "Origine de l'appellation « Grand Lyon »" (PDF). Bản gốc (PDF) lưu trữ ngày 13 tháng 5 năm 2013. Truy cập ngày 17 tháng 6 năm 2012.
14. ↑  "Sommet du G7 à Lyon en 1996". Bản gốc lưu trữ ngày 7 tháng 4 năm 2010. Truy cập ngày 17 tháng 6 năm 2012.
15. ↑  "Informations générales sur Lyon". http://www.toutes-les-villes.com. Bản gốc lưu trữ ngày 18 tháng 6 năm 2011. Truy cập ngày 14 tháng 6 năm 2012. {{Chú thích web}}: Liên kết ngoài trong |website= (trợ giúp)
16. 1 2  Chambre régionale des comptes du Rhône-Alpes, Rapport d’observations définitives - Ville de LYON - Sécurité publique, Exercices 2003 et suivants Lưu trữ ngày 29 tháng 7 năm 2010 tại Wayback Machine, cité par Jean-Marc Manach, L’impact de la vidéosurveillance est de l’ordre de 1 %, Bug Brother, blog hébergé par Le Monde, 28 juillet 2010
17. ↑  "Grand Lyon, Tour Oxygène, Un nouveau repère dans la ville". Bản gốc lưu trữ ngày 21 tháng 2 năm 2009. Truy cập ngày 14 tháng 6 năm 2012.
18. ↑  "Lyon: Inauguration de la tour Oxygène". Tribune de Lyon. Truy cập 13 juin 2010. {{Chú thích web}}: Kiểm tra giá trị ngày tháng trong: |ngày truy cập= (trợ giúp)
19. ↑  video des projets disponible: http://www.lemoniteur.fr/133-amenagement/video/696133-defis-de-ville-autour-de-lyon-confluence-rencontre-entre-gerard-collomb-et-pierre-de-meuron Lưu trữ ngày 29 tháng 10 năm 2013 tại Wayback Machine
20. ↑  Article Le quartier Grôlée va-t-il reprendre vie ?
21. 1 2  Buisson, Marie-Andrée; Mignot, Dominique (2005). Concentration économique et ségrégation spatiale.
22. ↑  "Grand Lyon - La Duchère". Bản gốc lưu trữ ngày 22 tháng 10 năm 2013. Truy cập ngày 14 tháng 6 năm 2012.
23. 1 2 3  "Chiffres clés TCL". Bản gốc lưu trữ ngày 27 tháng 1 năm 2012. Truy cập ngày 14 tháng 6 năm 2012.
24. ↑  Chronologie du vélopartage
25. ↑  http://www.lyon-webzine.com/lyon/event-4238-le-nouveau-visage-de-la-gare-lyon-perrache.html
26. ↑  "Palmarès santé des villes 2009". Bản gốc lưu trữ ngày 23 tháng 3 năm 2010. Truy cập ngày 15 tháng 6 năm 2012.
27. ↑  PDF"Agenda 21 - Quel accès aux soins et à la santé pour les habitants du grand Lyon ?" (PDF). Bản gốc (PDF) lưu trữ ngày 19 tháng 6 năm 2009. Truy cập ngày 15 tháng 6 năm 2012.
28. ↑  Lyon primée pour ses berges et son cadre de vie
29. ↑  Lyon Citoyen - n°68
30. ↑  Voir l'article sur Lugdunum
31. ↑  voir l'ouvrage de Curnonsky: Lyon, capitale mondiale de la gastronomie, publié en 1935
32. ↑  "Lyon « Capitale de la Résistance »". Bản gốc lưu trữ ngày 25 tháng 2 năm 2012. Truy cập ngày 15 tháng 6 năm 2012.
33. ↑  voir le livre de Pierrick Eberhard: Lyon-Rose, publié aux Éditions Lyonnaises d'Art et d'Histoires.
34. ↑  "Lyon patrimoine mondial de l'UNESCO". Bản gốc lưu trữ ngày 30 tháng 3 năm 2016. Truy cập ngày 15 tháng 6 năm 2012.
35. ↑  "Plan du Secteur de Lyon classé au Patrimoine Mondial" (PDF). Bản gốc (PDF) lưu trữ ngày 3 tháng 3 năm 2016. Truy cập ngày 15 tháng 6 năm 2012.
36. ↑  "Site du musée des Beaux-Arts". Bản gốc lưu trữ ngày 18 tháng 11 năm 2012. Truy cập ngày 15 tháng 6 năm 2012.
37. ↑  "Actualité des musées et expositions à Lyon - Portail culture de la ville de Lyon". Bản gốc lưu trữ ngày 3 tháng 6 năm 2012. Truy cập ngày 15 tháng 6 năm 2012.
38. ↑  Site officiel de la bibliothèque de Lyon
39. ↑  (tiếng Pháp) "Les légendes et l'histoire vraie des Illuminations ou de la Fête des lumières". Lyon Web. 2011. Truy cập 13 décembre 2011.. {{Chú thích web}}: Kiểm tra giá trị ngày tháng trong: |ngày truy cập= (trợ giúp)
40. ↑  Stéphane Autran, Les infrastructures vertes à l'épreuve des plans d'urbanisme, CERTU, 2004, ISBN ngày 2 tháng 11 năm 94125-1 calling template requires template_name parameter, p. 247
41. ↑  Le grand parc
42. ↑  "Le parc de Parilly". Bản gốc lưu trữ ngày 28 tháng 9 năm 2007. Truy cập ngày 15 tháng 6 năm 2012.
43. ↑  "lien". Bản gốc lưu trữ ngày 23 tháng 11 năm 2008. Truy cập ngày 16 tháng 6 năm 2012.
44. ↑  "lien". Bản gốc lưu trữ ngày 25 tháng 11 năm 2008. Truy cập ngày 16 tháng 6 năm 2012.
45. ↑  "lien". Bản gốc lưu trữ ngày 23 tháng 11 năm 2008. Truy cập ngày 16 tháng 6 năm 2012.
46. ↑  "Bản sao đã lưu trữ" (PDF). Bản gốc (PDF) lưu trữ ngày 13 tháng 11 năm 2011. Truy cập ngày 16 tháng 6 năm 2012.
47. ↑  lien
48. ↑  "lien". Bản gốc lưu trữ ngày 26 tháng 2 năm 2011. Truy cập ngày 16 tháng 6 năm 2012.
49. ↑  lien
50. ↑  lien
51. ↑  http://www.leprogres.fr/fr/index.html
52. ↑  "LYON-BUSINESS.ORG - Chiffres-clés Lyon & sa région". Bản gốc lưu trữ ngày 5 tháng 12 năm 2010. Truy cập ngày 16 tháng 6 năm 2012.
53. ↑  "Bản sao đã lưu trữ". Bản gốc lưu trữ ngày 14 tháng 10 năm 2013. Truy cập ngày 16 tháng 6 năm 2012.
54. ↑  "Classement ECER 2010". Bản gốc lưu trữ ngày 4 tháng 4 năm 2009. Truy cập ngày 16 tháng 6 năm 2012.
55. ↑  "Bản sao đã lưu trữ". Bản gốc lưu trữ ngày 11 tháng 7 năm 2011. Truy cập ngày 16 tháng 6 năm 2012.
56. ↑  http://www.scoop.it/t/lyon-passion/p/38252170/avec-la-tour-eva-lyon-part-dieu-va-culminer-a-220-m-d-altitude%5B%5D
57. ↑  http://www.developpementdurablelejournal.com/spip.php?article3639%5B%5D
58. ↑  http://www.economie.grandlyon.com/fileadmin/user_upload/fichiers/site_eco/20090602_onlylyon_campagne_dp_fr.pdf
59. ↑  "Bản sao đã lưu trữ". Bản gốc lưu trữ ngày 31 tháng 1 năm 2011. Truy cập ngày 16 tháng 6 năm 2012.
60. ↑  PDF"Bilan touristique 2007" (PDF). Bản gốc (PDF) lưu trữ ngày 19 tháng 6 năm 2009. Truy cập ngày 16 tháng 6 năm 2012.